# From Dreams or Angels (álbum de Abney Park)
From Dreams or Angels es el quinto álbum de estudio de Abney Park.

## Lista de canciones
| N.º | Título                 | Duración |  |
| 1.  | «The Root of All Evil» | 4:07     |  |
| 2.  | «Tiny Monster»         | 2:58     |  |
| 3.  | «Holy War»             | 4:24     |  |
| 4.  | «Kine»                 | 4:30     |  |
| 5.  | «Breathe»              | 3:53     |  |
| 6.  | «Hush»                 | 3:14     |  |
| 7.  | «Thorns & Brambles»    | 3:42     |  |
| 8.  | «Child King»           | 5:02     |  |
| 9.  | «The box»              | 2:59     |  |
| 10. | «Twisted & Broken»     | 3:59     |  |
| 11. | «Breathe» (acústica)   | 3:42     |  |

## Créditos
- Robert Brown - voz
- Kristina Erickson - teclado
- Traci Nemeth - voz
- Josh Goering - guitarra
- Rob Hazelton - guitarra secundaria
- Robert Gardunia - bajo
- Rachel Gilley "Madame Archel" - flauta y voz secundaria